# Stefan Johannes Hanke
Stefan Johannes Hanke oder SJ Hanke (* 1984 in Regensburg) ist ein deutscher Komponist.

## Leben und Karriere
Hanke studierte Komposition bei Heinz Winbeck in Würzburg und bei Manfred Trojahn in Düsseldorf. Er war Stipendiat der Cité des Arts in Paris und der Deutschen Akademie Rom Villa Massimo.
2020 erhält SJ Hanke den Hindemith-Preis, mit dem das Schleswig-Holstein Musik Festival zeitgenössische Komponisten fördert.
Ein Schwerpunkt in seiner Arbeit bildet das Musiktheater. So arbeitete er unter anderem mit der Deutschen Oper Berlin, der Staatsoper Hannover (Der Teufel mit den drei goldenen Haaren 2011/12 und Oh, wie schön ist Panama 2014) und der Semperoper Dresden zusammen.
Stefan Johannes Hanke lebt als freischaffender Künstler in Wuppertal.

## Werke (Auswahl)

### Musiktheater & Ballett
- Oh, wie schön ist Panama, Musiktheater für Kinder (2014). Libretto von Dorothea Hartmann. Kompositionsauftrag der Staatsoper Hannover.
- Der Teufel mit den drei goldenen Haaren, Musiktheater für Kinder (2011/12). Libretto von Dorothea Hartmann. Kompositionsauftrag der Staatsoper Hannover. Erschienen bei Schott Music, Mainz.
- it will be rain tonight, Kammeroper nach einem Text von Christoph Nußbaumeder (2012). Kompositionsauftrag der Deutschen Oper Berlin.
- Der Muschelfischer, Musiktheater für Kinder, Schauspieler, Kinderchor, Orchester (2015/16). Kompositionsauftrag der Philharmonie Köln.
- grotesque & arabesque, Ballett nach Motiven von Edgar Allan Poe (2018). Kompositionsauftrag der Staatsoper Hannover.

### Orchester
- a journey after midnight für Orchester (2015). Kompositionsauftrag des Haydn-Orchesters.
- ropes and knots für Orchester (2019). Kompositionsauftrag des Theaters Kiel.

### Ensemble
- about happy animals für Ensemble (2013). Uraufführung durch das Ensemble Modern.
- guinea pig walking home (03:00 a.m.) für Ensemble (2014). Kompositionsauftrag des Orchesters der Deutschen Oper Berlin.

### Kammermusik
- Goldfinch Blues für Klaviertrio (2011). Auftrag des Cardellino e. V. Essen.[2]
- Augenblicke: Signaturen, Lieder für Bariton und Klavier nach dem gleichnamigen Zyklus von Simon Trautmann (2013).
- about silence and seduction für Mezzosopran und Klavier (2014). Kompositionsauftrag des Kulturkreises der Deutschen Wirtschaft.

### Soloinstrument
- EPILOG MIT LÖWE für Klavier (2023). Auftrag des Bonner Schumannfests, Uraufführung durch Aaron Pilsan.
- Traumnovelle für Sprecher und Orgel (2024). Uraufführung im Orgelfrühling Steiermark 2024 durch Gunther Rost.